# Rivers
Rivers er en delstat som er beliggende i Nigerdeltaet i den sydøstlige del af Nigeria. Delstaten Bayelsa indgik frem til 1996 i Rivers, men dannede da sin egen delstat.
Rivers grænser mod syd til Atlanterhavet, mod nord til delstaterne Imo, Abia and Anambra mod øst til Akwa Ibomog mod vest til Bayelsa og Delta. Befolkningen i Rivers tilhører hovedsageligt tre etniske grupper: Igbo, Ijaw, og Ogoni.
Delstaten består hovedsageligt af tropisk regnskov og mangrovesumpe i deltaet. 

## Økonomi
Delstaten Rivers har en af de stærkeste økonomier i Nigeria, hovedsagelig baseret på olie. Staten har to store olieraffinaderier, to store havne, lufthavne og forskellige industriområder især i delstatens hovedstad Port Harcourt.

## Brandkatastrofe i 2012
12. juli 2012 blev mindst 95 mennesker dræbt, som følge af en trafikulykke med en tankbil på den øst-vestgående vej ved Okogbe. Mange af ofrene forsøgte at opsamle udløbet benzin, da tankbilen brød i brand.

## Eksterne kilder og henvisninger
1. ↑  National Bureau of Statistics, Nigeria, provisorisk resultat fra folketællingen 21. marts 2006.
2. ↑  "Rivers State government website". Arkiveret fra originalen 30. januar 2019. Hentet 7. december 2010.
3. ↑  "Nigerian fuel tanker fire kills 95, injures 50". CBCNews. 12. juli 2012. Hentet 5. oktober 2012.

- Delstatens officiella webbplats Arkiveret 13. juni 2006 hos  Wayback Machine
- Rivers på Store norske leksikon, læst 9. november 2010

4°45′N 6°50′Ø / 4.750°N 6.833°Ø